# حزب التحالف المصري
حزب التحالف الوطني المصري

حزب التحالف الوطني المصري هو حزب سياسي في مصر. يرأسه محمد خالد القاضي عضو الجمعية الوطنية للتغيير.التحالف الوطني كان تحالفا انتخابيًا في مصر أسسه رئيس الوزراء المصري الأسبق كمال الجنزوري. قرر الجنزوري عدم خوض الانتخابات البرلمانية المصرية عام 2015. وانتقد المتحدث باسم الجبهة المصرية التحالف لضمه وزراء حكومة عهد مبارك». رفض تحالف الوفد المصري عرضا للانضمام إلى التحالف الوطني المصرحزب 